# Sundalagið
Sundalagið är ett trångt sund i Färöarna (Kungariket Danmark).   Det ligger i sýslan Streymoyar sýsla, i den norra delen av landet, 24 km nordväst om huvudstaden Tórshavn.